# Лік (син Пандіона)
Лік син Пандіона (дав.-гр. Λύκος; «вовк») — персонаж давньогрецької міфології. Син царя Пандіона та Пілії. При розділі володінь між синами Пандіона отримав Евбею. Вигнаний з Афін Егеєм.
Прибув до міста Арена у Мессенії та навчив Афарея, його дітей і дружину таїнствам Великих богинь Деметри та Персефони. По-новому облаштував таїнства Деметри і Персефони в Анданії, також у Мессенії. Пророкував, передбачив Мессенські війни і подальше звільнення Мессенії.
Лік, тікаючи від Егея, прийшов до термілів (які раніше називалися міліями та солімами). Сарпедон дав йому частину свого царства, і від нього вони стали називатися лікійцями. На його ім'я названа Лікія.
Його нащадки — Лікомиди. Рід з Аттики, його священна ділянка. З цього роду походив Фемістокл. Зображення Ліка були в будинках афінян.
Від нього отримав назву Лікей — гімнасій біля храму Аполлона Лікейського в давніх Афінах.